# Axel Rudi Pell
Pour les articles homonymes, voir Pell.
Axel Rudi Pell, né le 27 juin 1960 à Bochum, est un guitariste allemand. Il est le meneur et fondateur du groupe homonyme de heavy metal, actif depuis la fin des années 1980. Il y écrit également les musiques et paroles de toutes les chansons. Johnny Gioeli en est le chanteur. On retrouve également Volker Krawczak (basse), Mike Terrana (batterie) et Ferdy Doernberg (claviers).

## Biographie

### Steeler
En 1984, le premier album de Pell est publié au sein du groupe allemand Steeler, et simplement intitulé Steeler. Il est suivi par trois autres albums intitulés Rulin’ the Earth (1985), Strike Back (1986) et Undercover Animal (1987). Le chanteur du groupe sera plus tard le producteur Peter Burtz d'EMI. Le groupe se sépare en 1989.

### X-Mas Project
Le X-Mas Project est un groupe allemand de thrash et heavy metal spécial Noël, fondé en 1985. Axel y était guitariste.

### Axel Rudi Pell (groupe)
En 1989 sort le premier album du groupe intitulé Wild Obsession. Pour la formation du groupe, Axel recrute Huhn de Gary Moore et Victory, Volker Krawczak de Steeler, Jörg Deisinger de Bonfire, Bodo Smuszynski, Jörg Michael de Mekong Delta et Running Wild, George Hahn et Rüdiger König. En 1991 sort leur deuxième album, Nasty Reputation. Depuis la sortie de l'album, le groupe fait face à de multiples changements de formation. Huhn quitte le groupe, et est remplacé par Rob Rock au chant. Deisinger et Smuszynski quittent également le groupe, mais ils ne seront pas remplacés. À la place, ils recrutent Kai Raglewski pour les parties au clavier. En 1992 sort leur album Eternal Prisoner. Raglewski quitte ensuite le groupe. Julie Greaux le remplace jusqu'en 1996 sur scène, et pour deux nouveaux albums. En 1997, le groupe publie l'album Magic, aux côtés de leur nouveau claviériste Christian Wolff. En 1998, Soto quitte le groupe. Johnny Gioeli, du groupe Hardline, devient leur nouveau chanteur sur l'album Oceans of Time. Ils recrutent ensuite le claviériste Ferdy Doernberg, de Rough Silk, après le départ de Wolff. Cette même année, le batteur Michael quitte le groupe, qui est remplacé par Mike Terrana, ancien membre de Yngwie Malmsteen et Tony MacAlpine. Avec cette formation, le groupe publie plusieurs albums.
En août 2006 sort l'album Mystica. Le 28 septembre 2007 sort l'album Diamonds Unlocked, un album-reprise d'Axel Rudi Pell. Le 24 octobre 2008, le groupe publie l'album Tales of the Crown. Leur album The Crest  est publié le 23 avril 2010. Le 23 septembre 2011 sort la compilation The Ballads IV. 2012 assiste à la sortie de leur nouvel album Circle of the Oath. En 2013, ils effectuent plusieurs concerts, puis se séparent de leur batteur Mike Terrana. Ils recrutent alors Bobby Rondinelli (ex-Black Sabbath), qui participe à l'album Into the Storm. À la 25e année d'existence du groupe, en 2014, ils jouent au festival Bang Your Head !!! auquel ils sont rejoints notamment par Black Sabbath. En avril 2014, le groupe publie la vidéo de sa chanson Long Way to Go.
À la fin de 2015, le groupe prévoit la sortie d'un nouvel album intitulé Game of Sins. L'album Game of Sins sort finalement le 15 janvier 2016.
Le 21 avril 2017 sort un nouvel album intitulé The Ballads V.

## Discographie

### DVD
- 2002 : Knight Treasures